# Wspólnota administracyjna Mittweida
Wspólnota administracyjna Mittweida (niem. Verwaltungsgemeinschaft Mittweida) – wspólnota administracyjna w Niemczech, w kraju związkowym Saksonia, w okręgu administracyjnym Chemnitz, w powiecie Mittelsachsen. Siedziba wspólnoty znajduje się w mieście Mittweida.
Wspólnota administracyjna zrzesza jedną gminę miejską oraz jedną gminę wiejską: 
- Altmittweida
- Mittweida